# Itaperuçu
Itaperuçu è un comune del Brasile nello Stato del Paraná, parte della mesoregione Metropolitana de Curitiba e della microregione di Curitiba.
Il comune venne fondato il 1º gennaio 1993 e si trova a 37 km dalla capitale dello Stato Curitiba.